# ウーデンジェニファー里沙
ウーデン ジェニファー 里沙（ウーデン ジェニファー りさ、1995年9月25日 - ）は、テレビ大阪（TVO）のアナウンサー。
愛称は「ウージェニ」で、TVO移籍後の担当番組・企画にも使われている。かつては、「ウーデン ジェニファー」という名義で番組に出演していた。

## 来歴・人物
東京都出身。父親はオーストラリア人で、母親は日本人のハーフである。
慶應義塾大学在学中の2016年に、『第35代中央区観光大使』に選出された。任期中は、東京都中央区内の主な行事のPR活動に1年間携わった。
2018年4月に、テレビ・ラジオ兼営局の秋田放送（ABS）へアナウンサーとして入社した。『ABS news every.』（秋田ローカルのテレビ番組）でリポーターを担当したほか、『Cheer HAPPINETS!』などのラジオ番組にも出演していた。
2021年3月31日付でABSを退社すると、翌4月1日付でアナウンサーとしてテレビ大阪（TVO）に移籍した。4月20日（火曜日）放送分の『やさしいニュースプラス』から、TVOの番組に出演している。

## 出演

### テレビ大阪
- 発見‼"食"遺産（ナレーター、2021年4月 - ）
- やさしいニュースプラス（不定期出演、2021年4月20日 - ）
- やさしいニュース（不定期出演、2021年5月3日 - ）
- 翔る×ばいしくる（2021年6・7月限定で毎週月曜日の21:54 - 22:00に放送の淡路島ロケ番組）[4]
- 片っ端から喫茶店（2021年7月2日 - 、ナレーター）
- おとな旅あるき旅（2021年8月21日 - ）

### 秋田放送
テレビ
- ZIP!SUNDAY
- ABS news every.（リポーター）

ラジオ
- アナブウ
- Cheer HAPPINETS!（不定期出演）